# Eleições parlamentares europeias de 1989 no distrito de Beja
| Eleições parlamentares europeias de 1989 Distritos: Aveiro \| Beja \| Braga \| Bragança \| Castelo Branco \| Coimbra \| Évora \| Faro \| Guarda \| Leiria \| Lisboa \| Portalegre \| Porto \| Santarém \| Setúbal \| Viana do Castelo \| Vila Real \| Viseu \| Açores \| Madeira \| Estrangeiro |

## Resultados por concelho
Os resultados nos concelhos do Distrito de Beja foram os seguintes:

### Aljustrel
| Partido                 | Partido                                         | Votos  | %               | +/-   |
| ----------------------- | ----------------------------------------------- | ------ | --------------- | ----- |
|                         | Coligação Democrática Unitária                  | 3 294  | 53,75 / 100,00  | 4,56  |
|                         | Partido Socialista                              | 1 579  | 25,77 / 100,00  | 3,99  |
|                         | Partido Social Democrata                        | 535    | 8,73 / 100,00   | 3,49  |
|                         | Centro Democrático Social                       | 177    | 2,89 / 100,00   | 1,30  |
|                         | União Democrática Popular                       | 110    | 1,80 / 100,00   | 0,26  |
|                         | Partido Comunista dos Trabalhadores Portugueses | 87     | 1,42 / 100,00   | 0,76  |
|                         | Outros (com menos de 1,00%)                     | 175    | 2,85 / 100,00   |       |
| Votos Inválidos         | Votos Inválidos                                 | 171    | 2,79 / 100,00   | 0,16  |
| Total                   | Total                                           | 6 128  | 100,00 / 100,00 |       |
| Eleitorado/Participação | Eleitorado/Participação                         | 10 186 | 60,16 / 100,00  | 13,76 |

### Almodôvar
| Partido                 | Partido                                         | Votos | %               | +/-   |
| ----------------------- | ----------------------------------------------- | ----- | --------------- | ----- |
|                         | Partido Socialista                              | 2 060 | 49,50 / 100,00  | 10,48 |
|                         | Coligação Democrática Unitária                  | 806   | 19,37 / 100,00  | 1,02  |
|                         | Partido Social Democrata                        | 749   | 18,00 / 100,00  | 6,00  |
|                         | Centro Democrático Social                       | 166   | 3,99 / 100,00   | 0,60  |
|                         | Partido Comunista dos Trabalhadores Portugueses | 53    | 1,27 / 100,00   | 0,60  |
|                         | Outros (com menos de 1,00%)                     | 179   | 4,29 / 100,00   |       |
| Votos Inválidos         | Votos Inválidos                                 | 149   | 3,58 / 100,00   | 1,04  |
| Total                   | Total                                           | 4 162 | 100,00 / 100,00 |       |
| Eleitorado/Participação | Eleitorado/Participação                         | 8 893 | 46,80 / 100,00  | 14,76 |

### Alvito
| Partido                 | Partido                           | Votos | %               | +/-   |
| ----------------------- | --------------------------------- | ----- | --------------- | ----- |
|                         | Coligação Democrática Unitária    | 565   | 43,53 / 100,00  | 8,69  |
|                         | Partido Socialista                | 295   | 22,73 / 100,00  | 6,61  |
|                         | Partido Social Democrata          | 246   | 18,95 / 100,00  | 8,43  |
|                         | Centro Democrático Social         | 51    | 3,93 / 100,00   | 2,19  |
|                         | União Democrática Popular         | 24    | 1,85 / 100,00   | 0,35  |
|                         | Partido Socialista Revolucionário | 19    | 1,46 / 100,00   | 0,13  |
|                         | Outros (com menos de 1,00%)       | 43    | 3,32 / 100,00   |       |
| Votos Inválidos         | Votos Inválidos                   | 55    | 4,24 / 100,00   | 0,09  |
| Total                   | Total                             | 1 298 | 100,00 / 100,00 |       |
| Eleitorado/Participação | Eleitorado/Participação           | 2 275 | 57,05 / 100,00  | 18,94 |

### Barrancos
| Partido                 | Partido                                         | Votos | %               | +/-   |
| ----------------------- | ----------------------------------------------- | ----- | --------------- | ----- |
|                         | Coligação Democrática Unitária                  | 385   | 41,22 / 100,00  | 1,68  |
|                         | Partido Socialista                              | 295   | 31,58 / 100,00  | 9,23  |
|                         | Partido Social Democrata                        | 80    | 8,57 / 100,00   | 5,15  |
|                         | Centro Democrático Social                       | 51    | 5,46 / 100,00   | 0,97  |
|                         | Partido Comunista dos Trabalhadores Portugueses | 14    | 1,50 / 100,00   | 0,91  |
|                         | Outros (com menos de 1,00%)                     | 51    | 5,46 / 100,00   |       |
| Votos Inválidos         | Votos Inválidos                                 | 58    | 6,21 / 100,00   | 0,48  |
| Total                   | Total                                           | 934   | 100,00 / 100,00 |       |
| Eleitorado/Participação | Eleitorado/Participação                         | 1 692 | 55,20 / 100,00  | 17,66 |

### Beja
| Partido                 | Partido                                         | Votos  | %               | +/-   |
| ----------------------- | ----------------------------------------------- | ------ | --------------- | ----- |
|                         | Coligação Democrática Unitária                  | 7 179  | 43,13 / 100,00  | 5,19  |
|                         | Partido Socialista                              | 4 214  | 25,32 / 100,00  | 4,52  |
|                         | Partido Social Democrata                        | 2 489  | 14,95 / 100,00  | 5,09  |
|                         | Centro Democrático Social                       | 979    | 5,88 / 100,00   | 0,57  |
|                         | União Democrática Popular                       | 274    | 1,65 / 100,00   | 0,04  |
|                         | Movimento Democrático Português                 | 237    | 1,42 / 100,00   | 0,69  |
|                         | Partido Comunista dos Trabalhadores Portugueses | 223    | 1,34 / 100,00   | 0,85  |
|                         | Partido Popular Monárquico                      | 214    | 1,29 / 100,00   | 0,92  |
|                         | Partido Socialista Revolucionário               | 166    | 1,00 / 100,00   | 0,26  |
|                         | Outros (com menos de 1,00%)                     | 129    | 0,78 / 100,00   |       |
| Votos Inválidos         | Votos Inválidos                                 | 540    | 3,24 / 100,00   | 0,17  |
| Total                   | Total                                           | 16 644 | 100,00 / 100,00 |       |
| Eleitorado/Participação | Eleitorado/Participação                         | 30 130 | 55,24 / 100,00  | 16,78 |

### Castro Verde
| Partido                 | Partido                                         | Votos | %               | +/-   |
| ----------------------- | ----------------------------------------------- | ----- | --------------- | ----- |
|                         | Coligação Democrática Unitária                  | 1 443 | 46,77 / 100,00  | 6,21  |
|                         | Partido Socialista                              | 724   | 23,47 / 100,00  | 4,00  |
|                         | Partido Social Democrata                        | 357   | 11,57 / 100,00  | 5,05  |
|                         | Centro Democrático Social                       | 120   | 3,89 / 100,00   | 0,38  |
|                         | Movimento Democrático Português                 | 96    | 3,11 / 100,00   | 0,18  |
|                         | União Democrática Popular                       | 64    | 2,07 / 100,00   | 0,34  |
|                         | Partido Comunista dos Trabalhadores Portugueses | 64    | 2,07 / 100,00   | 1,30  |
|                         | Partido Popular Monárquico                      | 34    | 1,10 / 100,00   | 0,12  |
|                         | Partido Socialista Revolucionário               | 34    | 1,10 / 100,00   | 0,11  |
|                         | Outros (com menos de 1,00%)                     | 45    | 1,45 / 100,00   |       |
| Votos Inválidos         | Votos Inválidos                                 | 104   | 3,37 / 100,00   | 0,40  |
| Total                   | Total                                           | 3 085 | 100,00 / 100,00 |       |
| Eleitorado/Participação | Eleitorado/Participação                         | 6 472 | 47,67 / 100,00  | 14,68 |

### Cuba
| Partido                 | Partido                                         | Votos | %               | +/-   |
| ----------------------- | ----------------------------------------------- | ----- | --------------- | ----- |
|                         | Coligação Democrática Unitária                  | 1 315 | 51,96 / 100,00  | 8,10  |
|                         | Partido Socialista                              | 472   | 18,65 / 100,00  | 3,45  |
|                         | Partido Social Democrata                        | 344   | 13,59 / 100,00  | 7,17  |
|                         | Centro Democrático Social                       | 108   | 4,27 / 100,00   | 0,25  |
|                         | União Democrática Popular                       | 44    | 1,74 / 100,00   | 0,38  |
|                         | Partido Comunista dos Trabalhadores Portugueses | 40    | 1,58 / 100,00   | 0,63  |
|                         | Partido Popular Monárquico                      | 28    | 1,11 / 100,00   | 0,02  |
|                         | Partido Socialista Revolucionário               | 28    | 1,11 / 100,00   | 0,13  |
|                         | Outros (com menos de 1,00%)                     | 43    | 1,70 / 100,00   |       |
| Votos Inválidos         | Votos Inválidos                                 | 109   | 4,31 / 100,00   | 0,27  |
| Total                   | Total                                           | 2 531 | 100,00 / 100,00 |       |
| Eleitorado/Participação | Eleitorado/Participação                         | 4 803 | 52,70 / 100,00  | 20,28 |

### Ferreira do Alentejo
| Partido                 | Partido                                         | Votos | %               | +/-   |
| ----------------------- | ----------------------------------------------- | ----- | --------------- | ----- |
|                         | Coligação Democrática Unitária                  | 2 058 | 45,43 / 100,00  | 5,62  |
|                         | Partido Socialista                              | 1 235 | 27,26 / 100,00  | 3,92  |
|                         | Partido Social Democrata                        | 579   | 12,78 / 100,00  | 4,27  |
|                         | Centro Democrático Social                       | 166   | 3,66 / 100,00   | 0,57  |
|                         | Partido Comunista dos Trabalhadores Portugueses | 110   | 2,43 / 100,00   | 1,55  |
|                         | União Democrática Popular                       | 62    | 1,37 / 100,00   | 0,24  |
|                         | Partido Socialista Revolucionário               | 57    | 1,26 / 100,00   | 0,17  |
|                         | Outros (com menos de 1,00%)                     | 109   | 2,40 / 100,00   |       |
| Votos Inválidos         | Votos Inválidos                                 | 154   | 3,40 / 100,00   | 0,05  |
| Total                   | Total                                           | 4 530 | 100,00 / 100,00 |       |
| Eleitorado/Participação | Eleitorado/Participação                         | 9 148 | 49,52 / 100,00  | 21,04 |

### Mértola
| Partido                 | Partido                                         | Votos | %               | +/-   |
| ----------------------- | ----------------------------------------------- | ----- | --------------- | ----- |
|                         | Coligação Democrática Unitária                  | 2 412 | 53,34 / 100,00  | 3,89  |
|                         | Partido Socialista                              | 885   | 19,57 / 100,00  | 3,72  |
|                         | Partido Social Democrata                        | 532   | 11,76 / 100,00  | 4,66  |
|                         | Centro Democrático Social                       | 136   | 3,01 / 100,00   | 0,67  |
|                         | Partido Comunista dos Trabalhadores Portugueses | 97    | 2,15 / 100,00   | 1,35  |
|                         | Partido Socialista Revolucionário               | 72    | 1,59 / 100,00   | 0,40  |
|                         | União Democrática Popular                       | 61    | 1,35 / 100,00   | 0,10  |
|                         | Outros (com menos de 1,00%)                     | 125   | 2,76 / 100,00   |       |
| Votos Inválidos         | Votos Inválidos                                 | 202   | 4,47 / 100,00   | 0,06  |
| Total                   | Total                                           | 4 522 | 100,00 / 100,00 |       |
| Eleitorado/Participação | Eleitorado/Participação                         | 9 452 | 47,84 / 100,00  | 15,22 |

### Moura
| Partido                 | Partido                                         | Votos  | %               | +/-   |
| ----------------------- | ----------------------------------------------- | ------ | --------------- | ----- |
|                         | Coligação Democrática Unitária                  | 2 475  | 39,63 / 100,00  | 4,64  |
|                         | Partido Socialista                              | 1 742  | 27,89 / 100,00  | 7,02  |
|                         | Partido Social Democrata                        | 932    | 14,92 / 100,00  | 3,92  |
|                         | Centro Democrático Social                       | 366    | 5,86 / 100,00   | 0,50  |
|                         | Partido Comunista dos Trabalhadores Portugueses | 128    | 2,05 / 100,00   | 0,94  |
|                         | Partido Socialista Revolucionário               | 111    | 1,78 / 100,00   | 0,63  |
|                         | União Democrática Popular                       | 90     | 1,44 / 100,00   | 0,21  |
|                         | Outros (com menos de 1,00%)                     | 177    | 2,83 / 100,00   |       |
| Votos Inválidos         | Votos Inválidos                                 | 225    | 3,60 / 100,00   | 0,23  |
| Total                   | Total                                           | 6 246  | 100,00 / 100,00 |       |
| Eleitorado/Participação | Eleitorado/Participação                         | 15 785 | 39,57 / 100,00  | 20,53 |

### Odemira
| Partido                 | Partido                                         | Votos  | %               | +/-   |
| ----------------------- | ----------------------------------------------- | ------ | --------------- | ----- |
|                         | Coligação Democrática Unitária                  | 4 673  | 39,69 / 100,00  | 5,99  |
|                         | Partido Socialista                              | 2 681  | 22,77 / 100,00  | 4,76  |
|                         | Partido Social Democrata                        | 2 091  | 17,76 / 100,00  | 3,08  |
|                         | Centro Democrático Social                       | 686    | 5,83 / 100,00   | 0,07  |
|                         | Partido Comunista dos Trabalhadores Portugueses | 287    | 2,44 / 100,00   | 1,17  |
|                         | Partido Socialista Revolucionário               | 249    | 2,11 / 100,00   | 0,24  |
|                         | União Democrática Popular                       | 198    | 1,68 / 100,00   | 0,08  |
|                         | Outros (com menos de 1,00%)                     | 416    | 3,54 / 100,00   |       |
| Votos Inválidos         | Votos Inválidos                                 | 493    | 4,19 / 100,00   | 0,59  |
| Total                   | Total                                           | 11 774 | 100,00 / 100,00 |       |
| Eleitorado/Participação | Eleitorado/Participação                         | 24 658 | 47,75 / 100,00  | 21,32 |

### Ourique
| Partido                 | Partido                           | Votos | %               | +/-   |
| ----------------------- | --------------------------------- | ----- | --------------- | ----- |
|                         | Coligação Democrática Unitária    | 1 121 | 38,04 / 100,00  | 7,96  |
|                         | Partido Social Democrata          | 792   | 26,87 / 100,00  | 4,23  |
|                         | Partido Socialista                | 684   | 23,21 / 100,00  | 3,49  |
|                         | Centro Democrático Social         | 140   | 4,75 / 100,00   | 1,01  |
|                         | Partido Socialista Revolucionário | 32    | 1,09 / 100,00   | 0,37  |
|                         | Outros (com menos de 1,00%)       | 113   | 3,84 / 100,00   |       |
| Votos Inválidos         | Votos Inválidos                   | 65    | 2,21 / 100,00   | 0,97  |
| Total                   | Total                             | 2 947 | 100,00 / 100,00 |       |
| Eleitorado/Participação | Eleitorado/Participação           | 6 609 | 44,59 / 100,00  | 20,08 |

### Serpa
| Partido                 | Partido                                         | Votos  | %               | +/-   |
| ----------------------- | ----------------------------------------------- | ------ | --------------- | ----- |
|                         | Coligação Democrática Unitária                  | 4 442  | 52,19 / 100,00  | 5,23  |
|                         | Partido Socialista                              | 1 788  | 21,01 / 100,00  | 1,85  |
|                         | Partido Social Democrata                        | 1 214  | 14,26 / 100,00  | 4,90  |
|                         | Centro Democrático Social                       | 332    | 3,90 / 100,00   | 0,41  |
|                         | Partido Comunista dos Trabalhadores Portugueses | 94     | 1,10 / 100,00   | 0,67  |
|                         | União Democrática Popular                       | 87     | 1,02 / 100,00   | 0,03  |
|                         | Outros (com menos de 1,00%)                     | 273    | 3,20 / 100,00   |       |
| Votos Inválidos         | Votos Inválidos                                 | 282    | 3,31 / 100,00   | 0,63  |
| Total                   | Total                                           | 8 512  | 100,00 / 100,00 |       |
| Eleitorado/Participação | Eleitorado/Participação                         | 16 987 | 50,11 / 100,00  | 15,95 |

### Vidigueira
| Partido                 | Partido                                         | Votos | %               | +/-   |
| ----------------------- | ----------------------------------------------- | ----- | --------------- | ----- |
|                         | Coligação Democrática Unitária                  | 1 343 | 43,03 / 100,00  | 4,58  |
|                         | Partido Socialista                              | 705   | 22,59 / 100,00  | 4,83  |
|                         | Partido Social Democrata                        | 477   | 15,28 / 100,00  | 6,23  |
|                         | Centro Democrático Social                       | 137   | 4,39 / 100,00   | 0,55  |
|                         | Partido Comunista dos Trabalhadores Portugueses | 75    | 2,40 / 100,00   | 1,66  |
|                         | União Democrática Popular                       | 51    | 1,63 / 100,00   | 0,35  |
|                         | Partido Socialista Revolucionário               | 48    | 1,54 / 100,00   | 0,13  |
|                         | Movimento Democrático Português                 | 38    | 1,22 / 100,00   | 0,45  |
|                         | Outros (com menos de 1,00%)                     | 78    | 2,50 / 100,00   |       |
| Votos Inválidos         | Votos Inválidos                                 | 169   | 5,41 / 100,00   | 1,41  |
| Total                   | Total                                           | 3 121 | 100,00 / 100,00 |       |
| Eleitorado/Participação | Eleitorado/Participação                         | 5 861 | 53,25 / 100,00  | 14,33 |